# Jean Michel Claude Richard
Jean Michel Claude Richard  (Volon, Haute-Saône, 16 de agosto de 1787 – 1868) foi um botânico francês, condecorado com a Legião de Honra francesa.
Criou a partir de 1816 um jardim botânico no Senegal, numa vila situada a 90 km de Saint-Louis,  jardim  que passou a ser chamado de Richard-Toll ("Jardim de Richard" , em uolofe).
Jean-Michel deixa o Senegal em 1825. Em  1831, estabeleceu–se na Ilha da Reunião, onde sucedeu a Nicolas Bréon no posto de diretor  de um jardim botânico conhecido na época como "Jardim do Rei", em Saint-Denis. Foi sob a sua direção que este jardim conheceu a sua época de ouro, devido ao cultivo de  numerosas espécies de plantas que ainda estão presentes no atual Jardim do Estado.
Introduziu na colônia 3000 espécies de plantas, estudando principalmente as criptogramas, as pteridófitas e as orquídeas. Além disso, enviou liquens das Ilhas Maurício para serem estudados pelo especialista alemão Ferdinand Christian Gustav Arnold (1828-1901).
Em 1841, quando o jovem escravo de doze anos Edmond Albius (1829-1880) descobre o método prático de polinização da vanila, Jean Michel pretendeu atribuir a si todas as honras, alegando que havia ensinado o método ao jovem três ou quatro anos antes.
Sua versão cria uma série de suspeitas sobre Edmond, apesar de ter sido defendido vigorosamente por Féréol Marie Bellier de Beaumont (1759-1831), pelo naturalista Volsy Focard e por um certo Mézières de Lépervenche. As dúvidas só foram afastadas definitivamente no fim do século XX, dando a Edmond o reconhecimento e a paternidade da descoberta.